# Ilona Novák
Pour les articles homonymes, voir Novák.
Ilona Novák, née le 16 mai 1925 à Budapest (Hongrie) et morte le 14 mars 2019 dans la même ville, est une nageuse hongroise.

## Biographie
Ilona Novák participe aux Jeux olympiques d'été de 1948 à Londres où elle se classe quatrième de la finale du 100 mètres dos et cinquième de la finale du 4x100 mètres nage libre.
Aux Jeux olympiques d'été de 1952 à Helsinki, Ilona Novák remporte la médaille d'or du relais 4x100 mètres nage libre avec Judit Temes, Katalin Szőke et sa sœur Éva Novák. Elle est aussi durant ces Jeux éliminée en séries du 100 mètres nage libre. 
Elle est admise au sein de l'International Swimming Hall of Fame en 1973 avec sa sœur Eva.